# スマトラ島沖地震 (2010年10月)
スマトラ島沖地震（スマトラとうおきじしん）は、2010年10月25日14時42分22秒 (UTC)（インドネシア西部時間 21時42分22秒）にインドネシアで発生した地震。なお、2010年には4月と5月にもスマトラ島付近で大きな地震が発生している（スマトラ島沖地震参照）。

## 被害
死者約 500名。ムンタワイ諸島などが被害を受けた。被害が大きかったのは西スマトラ州北パガイ島、南パガイ島である。津波地震であったとされており、津波の最大の高さは8m、海岸から500mまで押し寄せた。住民たちによると、大きな揺れを感じた2007年のスマトラ島沖地震では、初頭で津波が観測されなかったため、今回も大丈夫だと思ったという。

## 地震像
津波波形の解析からは、地震モーメントは1.0 x 1021 Nm （モーメントマグニチュード Mw 7.9）と推定される。
津波波形の解析から、スンダ海溝付近の断層面の浅部で大きなすべり（最大6.1m）が発生。

## その他
翌日の26日にはジャワ島のムラピ山が噴火し、多数の死傷者が出た。
ジャワ海溝（スンダ海溝）では地震空白域があり、パダン沖などで大きな地震が発生する可能性があるとされている。